# The X-Files Game
Секретные материалы (англ. The X-Files Game) — приключенческая игра для PlayStation, Windows и Mac OS по мотивам сериала Криса Картера «Секретные материалы».

## Игровой процесс
Игра представляет собой цепь видеороликов с альтернативными вариантами дальнейшего развития сюжета. По жанру ближе всего к приключенческой игре. В ходе расследования агент Уиллмур общается с другими персонажами и использует различные приспособления — очки ночного видения, фотокамеру, портативный компьютер PDA (разработки Apple Newton), наручники, набор для хранения вещественных доказательств, оружие и удостоверение агента ФБР.

## Сюжет
Агент ФБР Крэйг Уиллмур расследует исчезновение двух своих коллег из Вашингтона — специальных агентов Даны Скалли и Фокса Малдера. Во время служебной командировки в Сиэтл они исчезли, расследуя одно из текущих дел. Уиллмур разыскивает потерянных агентов и попутно вскрывает несколько тайных сделок, к которым, как он считает, причастны контрабандисты оружия. Со временем агент ФБР натыкается на заговор государственного масштаба.

## Разработка
Съёмки игры проходили в Сиэтле незадолго до начала съёмок первого полнометражного фильма «Борьба за будущее». Поскольку Дэвид Духовны и Джиллиан Андерсон были заняты, вся сюжетная линия игры разворачивалась вокруг другой пары — Крэйга Уиллмура и Мэри Астодарян, в то время как Скалли и Малдер были задействованы в качестве персонажей второго плана — сцены с их участием были сняты за 10 часов.
Съёмки длились 6 недель. Всего было отснято 6 часов игрового видео с участием живых актёров. Финал снимался на бывшей американской морской базе в Сенд-Пойнте.

## Отзывы
| Сводный рейтинг              | Сводный рейтинг     | Сводный рейтинг |
| Издание                      | Оценка              | Оценка          |
| Издание                      | PC                  | PS              |
| ---------------------------- | ------------------- | --------------- |
| GameRankings                 | 59,97 %             | 53,00 %         |
| Metacritic                   | 56/100              |                 |
| Иноязычные издания           |                     |                 |
| Издание                      | Оценка              | Оценка          |
| Издание                      | PC                  | PS              |
| AllGame                      |                     | [ 5 ]           |
| CGW                          | [ 6 ]               |                 |
| CVG                          |                     | [ 7 ]           |
| Game Informer                |                     | 3,75/10         |
| GameSpot                     |                     | 4,2/10          |
| IGN                          |                     | 5/10            |
| OPM                          |                     | [ 11 ]          |
| PC Gamer (US)                | 35 %                |                 |
| PC Zone                      | 40 %                |                 |
| MacHome Journal              | [ 14 ]              |                 |
| Entertainment Weekly         | B+                  |                 |
| Computer Games Strategy Plus | [ 16 ]              |                 |
| PC Magazine                  | [ 17 ]              |                 |
| PC Games                     | B+                  |                 |
| The Cincinnati Enquirer      | [ 19 ]              |                 |
| Macworld                     | [ 20 ]              |                 |
| MacAddict                    | "Freakin' Awesome!" |                 |
| Русскоязычные издания        |                     |                 |
| Издание                      | Оценка              | Оценка          |
| Издание                      | PC                  | PS              |
| «Игромания»                  | [ 22 ]              |                 |